# Salsa de tomàquet
La salsa de tomàquet és una salsa bàsica elaborada principalment a partir de polpa de tomàquets.
A la salsa de tomàquet se li afig, depenent del tipus particular de salsa i del país que siga elaborada: en el cas de Mèxic pebres rojos, coriandre, ceba, vinagre o suc de llimó i sal, en el cas d'Espanya i Itàlia, un fregit de cebes, alfàbrega, sal, oli, all i diverses espècies. La salsa de tomàquet avui dia pot adquirir-se envasada en múltiples formes. Convé saber que en altres països tals com Austràlia, Nova Zelanda, Índia i Gran Bretanya el terme salsa de tomàquet ("tomato sauce") es refereix generalment al condiment ensucrat a força de tomàquets denominat quètxup. En aquests països, les salses fetes amb tomàquet es denominen salses per a pastes, salsa de pollastre, etc., depenent del seu ús.
En altres països (com per exemple Veneçuela) el nom salsa de tomàquet fa al·lusió essencialment al quètxup, mentre que a les altres salses fetes amb tomàquet se'ls denomina Tomattina, salsa per a pastes, salsa per a pizza, etc. També existeix una versió dita salsa a força de tomàquet, la qual s'expèn igual que el quètxup i a menor preu que aquest últim; no obstant això, la seua qualitat és molt inferior.
Algunes gastronomies del món empren molt la salsa de tomàquet, com a la cuina Grega que l'empra especiada amb canyella i acompanyada d'altres espècies gregues.
La cuina italiana empra aquesta salsa i les seues variants en els plats de pasta, com per exemple el Spaghetti alla napolitana.
Alguns italo-americans denominen a la salsa de tomàquet amb el terme "gravy", el "Sunday gravy" es tracta d'una salsa de tomàquet que conté carn (sovint carn de porc en mandonguilles similar a el ragù italià) que s'identifica com una cuina italo-americana, aquesta salsa se serveix generalment sobre la pasta.
La salsa de tomàquet també té un paper molt important en la cuina portuguesa.

## Salses derivades
- Quètxup
- Salsa Napolitana
- Salsa Bolonyesa
- Salsa puttanesca
- Salsa arrabbiata